# Qalhata
Qalhata est une reine nubienne datant de la XXVe dynastie d'Égypte,.
Qalhata est la fille du roi Piânkhy ; elle est la reine consort de son oncle Chabaka. Elle est connue par la stèle de rêve du roi Tanoutamon et par sa pyramide à El-Kourrou (KU5).
Les archives assyriennes indiquent que le roi Tanoutamon est le fils de Tabekenamon, la sœur de Taharqa. La tombe de Qalhata à El-Kourrou contient des textes qui disent qu'elle est la mère d'un roi, ce qui donne des informations sur ses relations familiales.